# Сант'Анђело ин Вила-Ђиљио (Фрозиноне)
Сант'Анђело ин Вила-Ђиљио је насеље у Италији у округу Фрозиноне, региону Лацио.
Према процени из 2011. у насељу је живело 2063 становника. Насеље се налази на надморској висини од 303 м.